# 夢洲站
夢洲車站（日语：／ Yumeshima eki */?）是位於日本大阪府大阪市此花區夢洲，屬於大阪市高速電氣軌道（大阪地下鐵）中央線的車站。車站代號C09。大阪地下鐵官方網站中文譯名為「夢島」。

## 簡介
2018年（平成30年）11月24日，2025年世界博覽會正式決定由大阪舉辦。時任大阪市長吉村洋文宣布將在預算中編列中央線延伸至本站的追加預算。
2023年（令和5年）8月，車站定名為與暫稱相同的「夢洲站（夢洲駅）」。
2024年（令和6年）2月15日，大阪市宣佈原定於2025年3月底開業的計畫將提前至同年1月底；9月5日，正式宣佈本站將於2025年（令和7年）1月19日開業，並於當日如期啟用，首班列車於凌晨5點02分發車。與同样作為萬博配套工程、並在2005年日本國際博覽會結束後更名為愛・地球博紀念公園站的愛知高速交通東部丘陵線不同，本車站的名稱與萬博無關。
本站是此花區的第一座大阪地下鐵車站。

## 車站構造
島式月台1面2線車站。地下一層是大廳及驗票口，地下二層是中央線月台。
在2025年世界博覽會（4月至10月）舉辦期間，預計每日最高將有13萬人次使用該站。為了減少擁擠，車站內的兩個驗票閘口共設置18台閘門機（其中南側主要驗票口設有16台）。

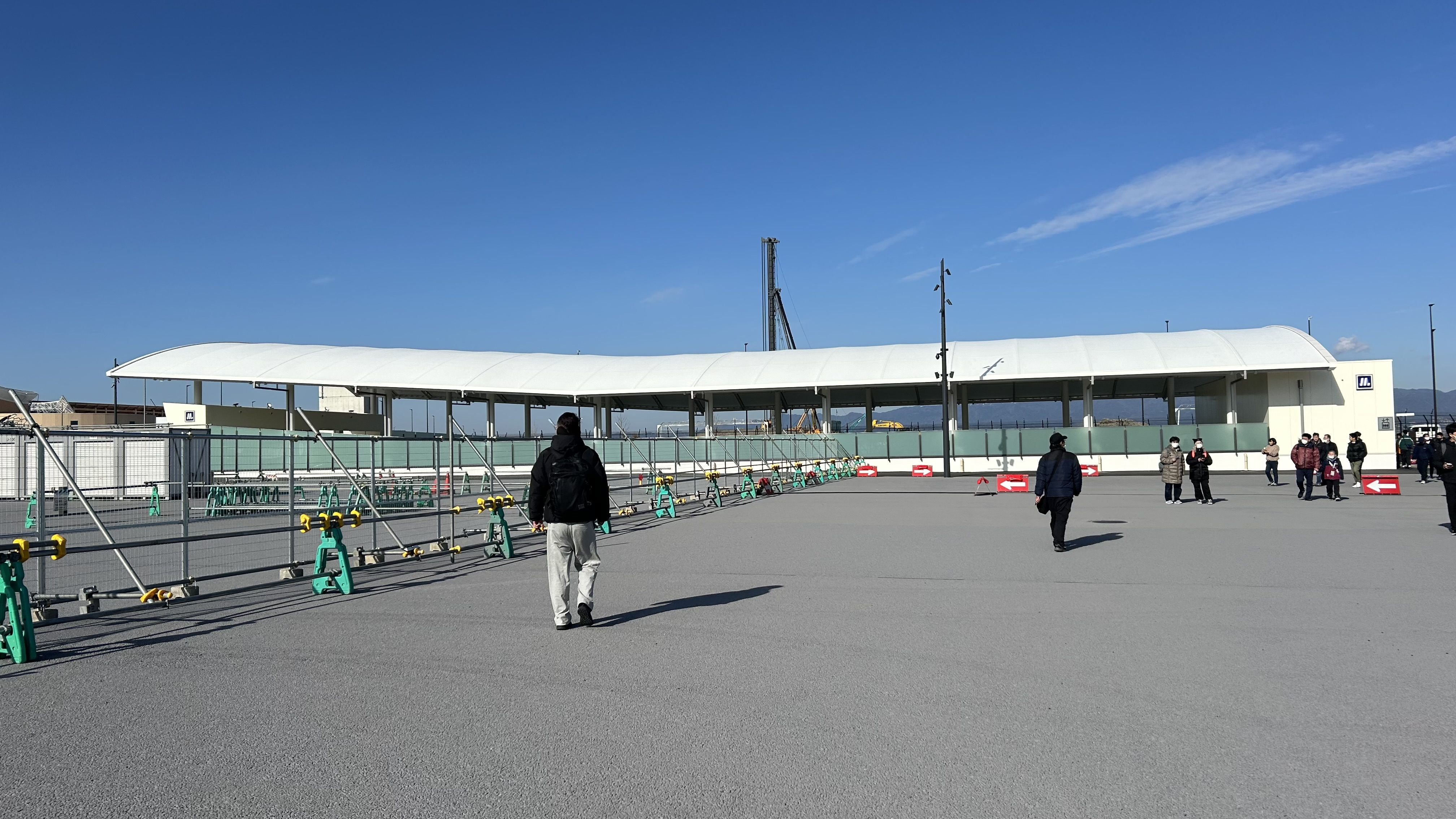
1號出口全景
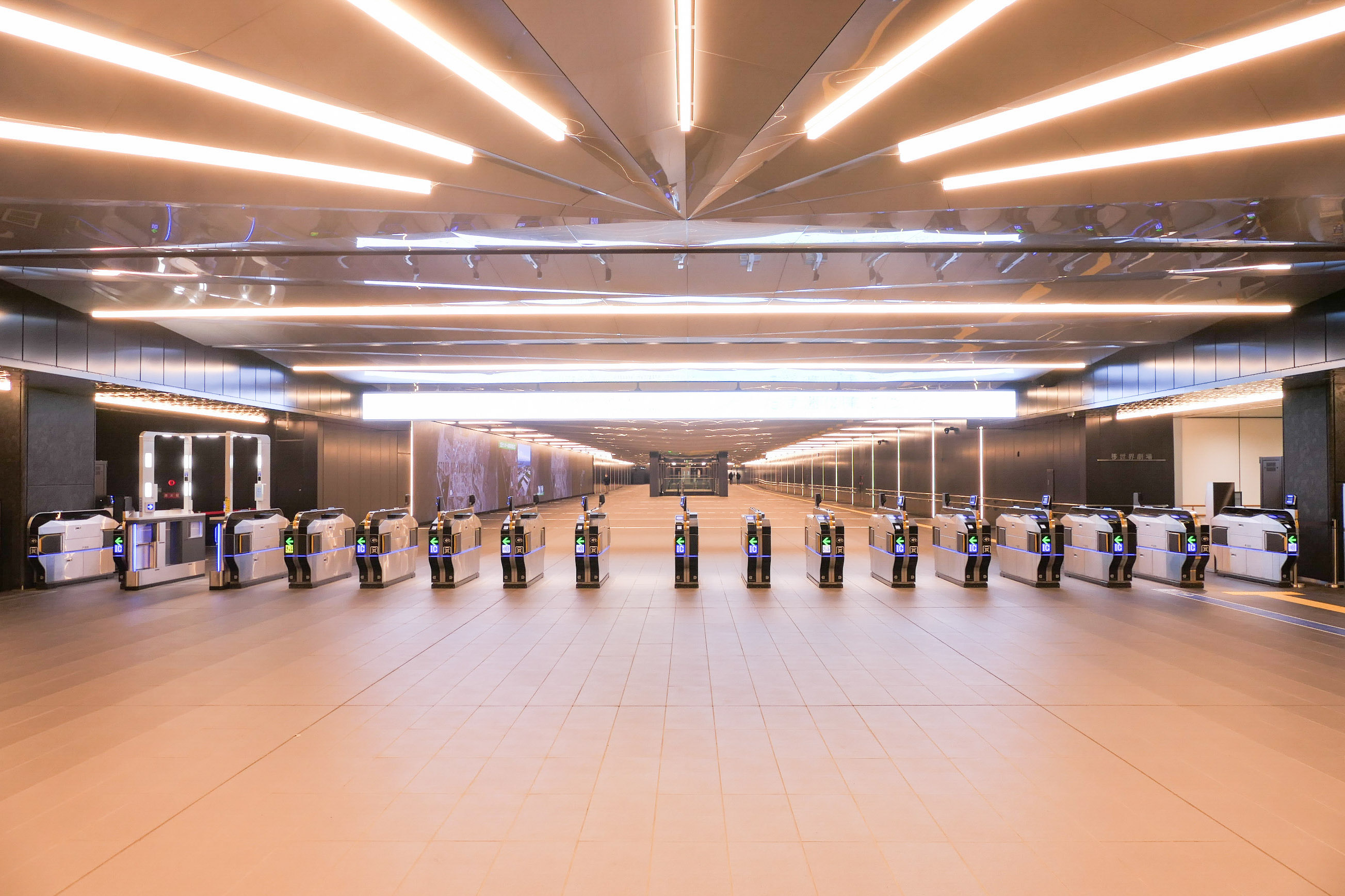
驗票口
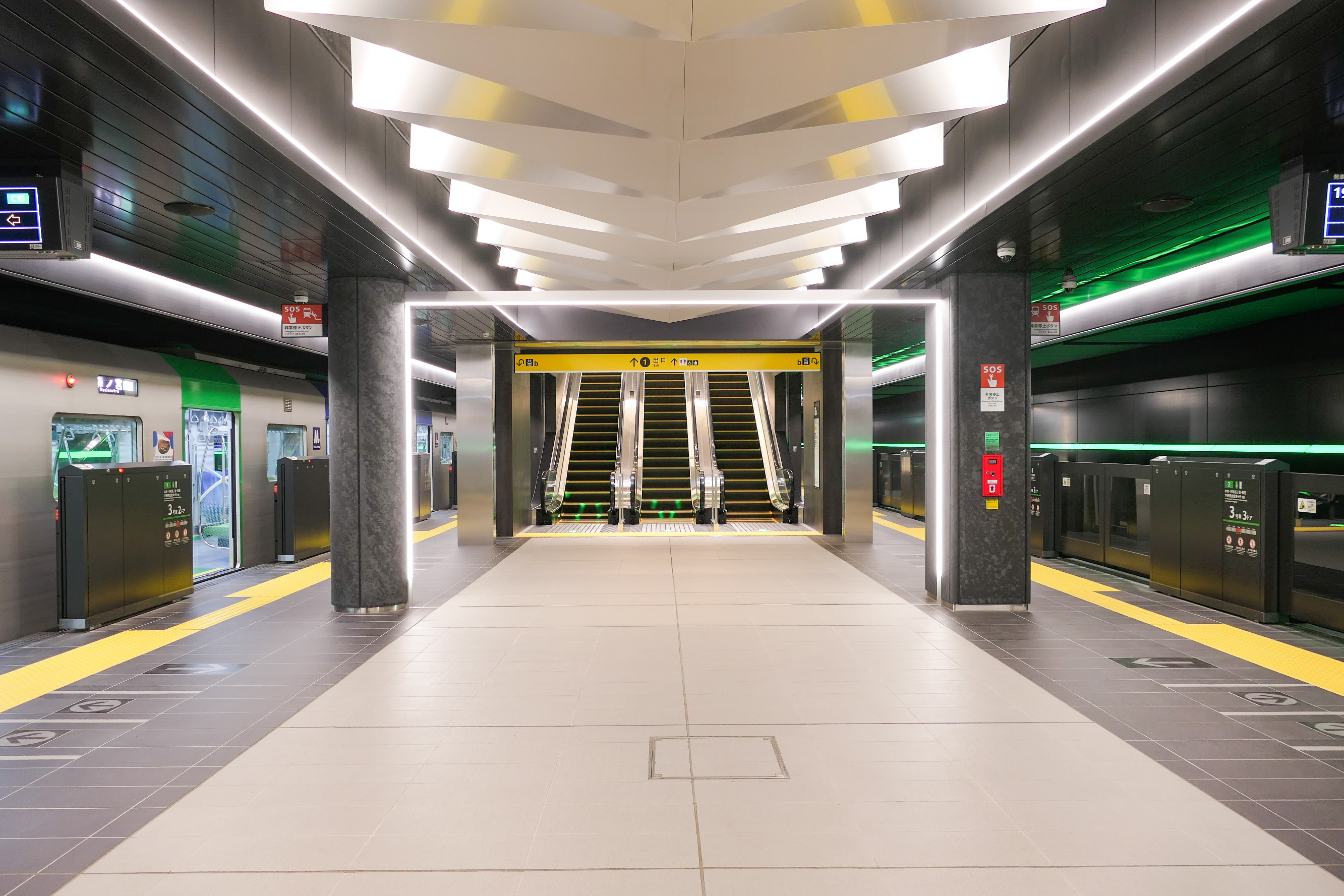
月台
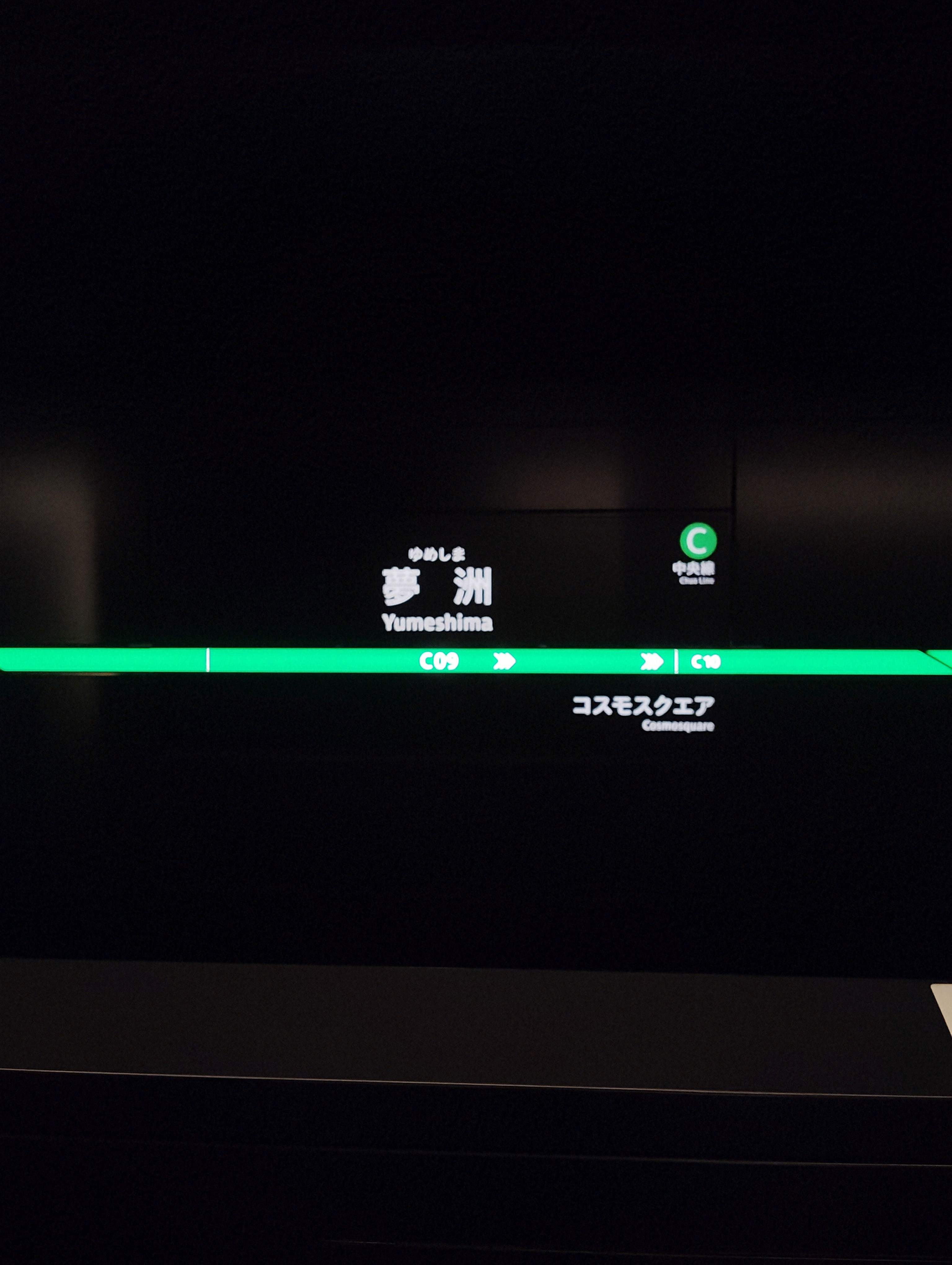
站名標
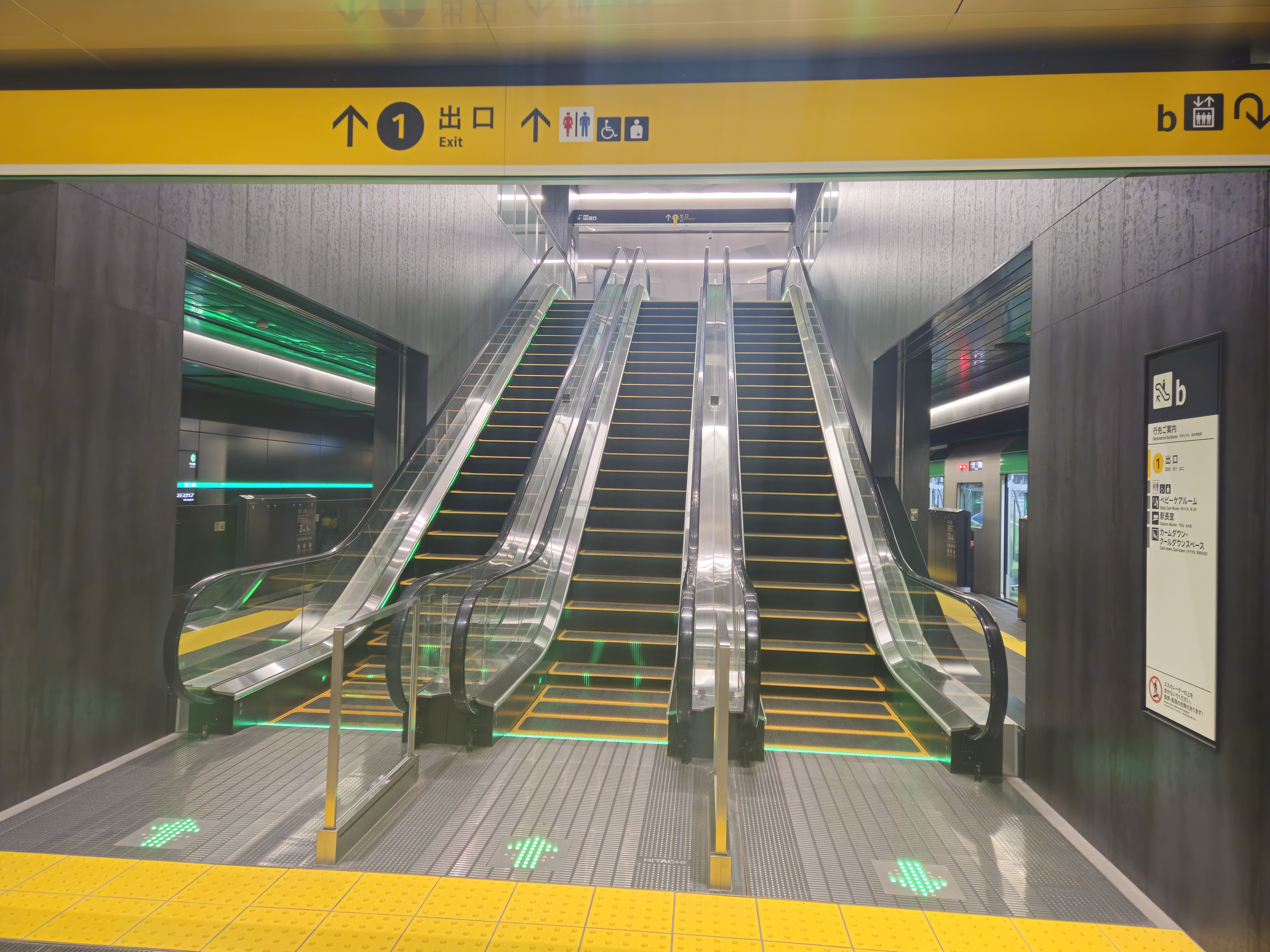
手扶梯上設有顯示乘客站立位置的燈帶（2025年1月）
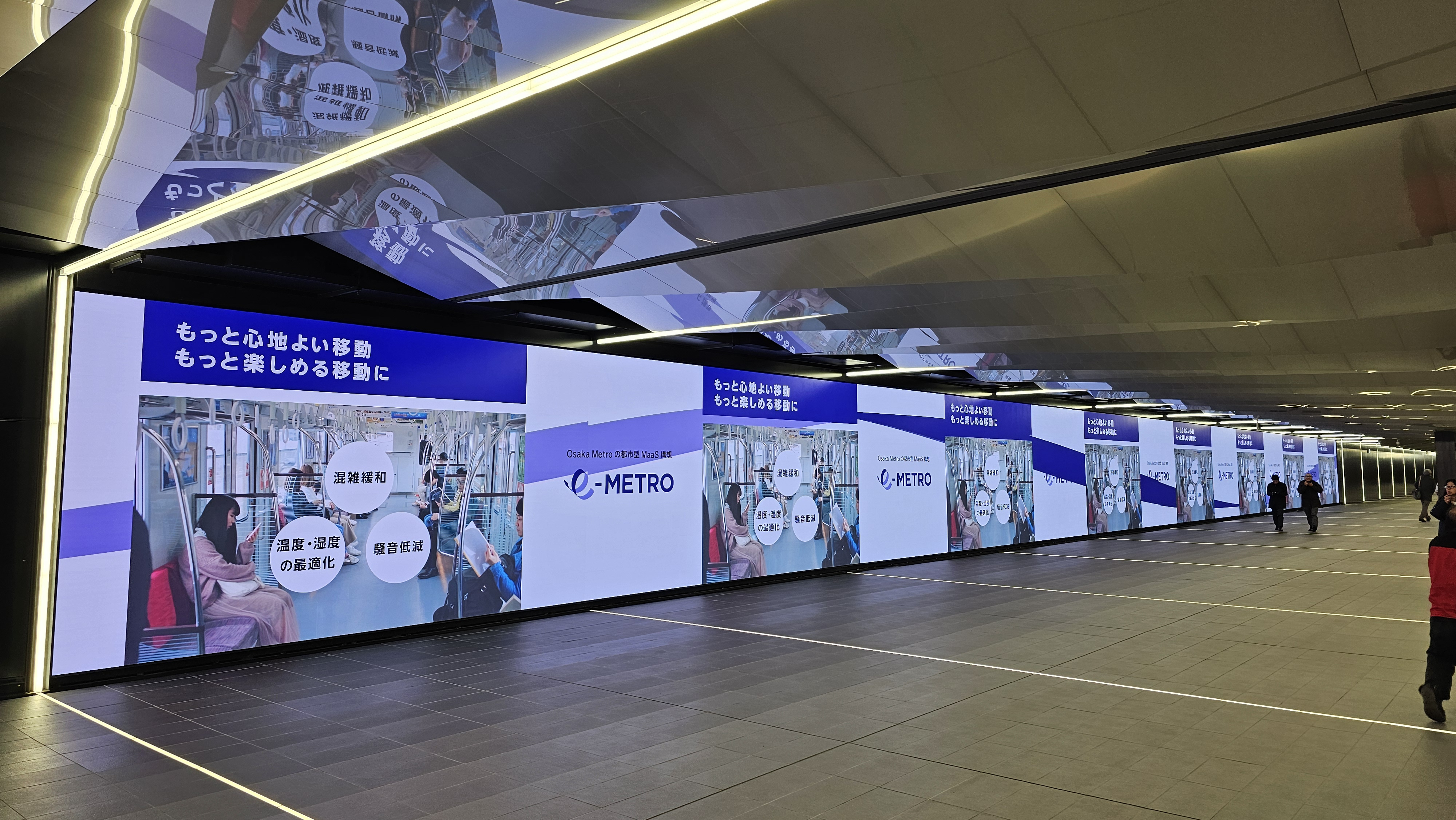
閘內巨大的熒幕
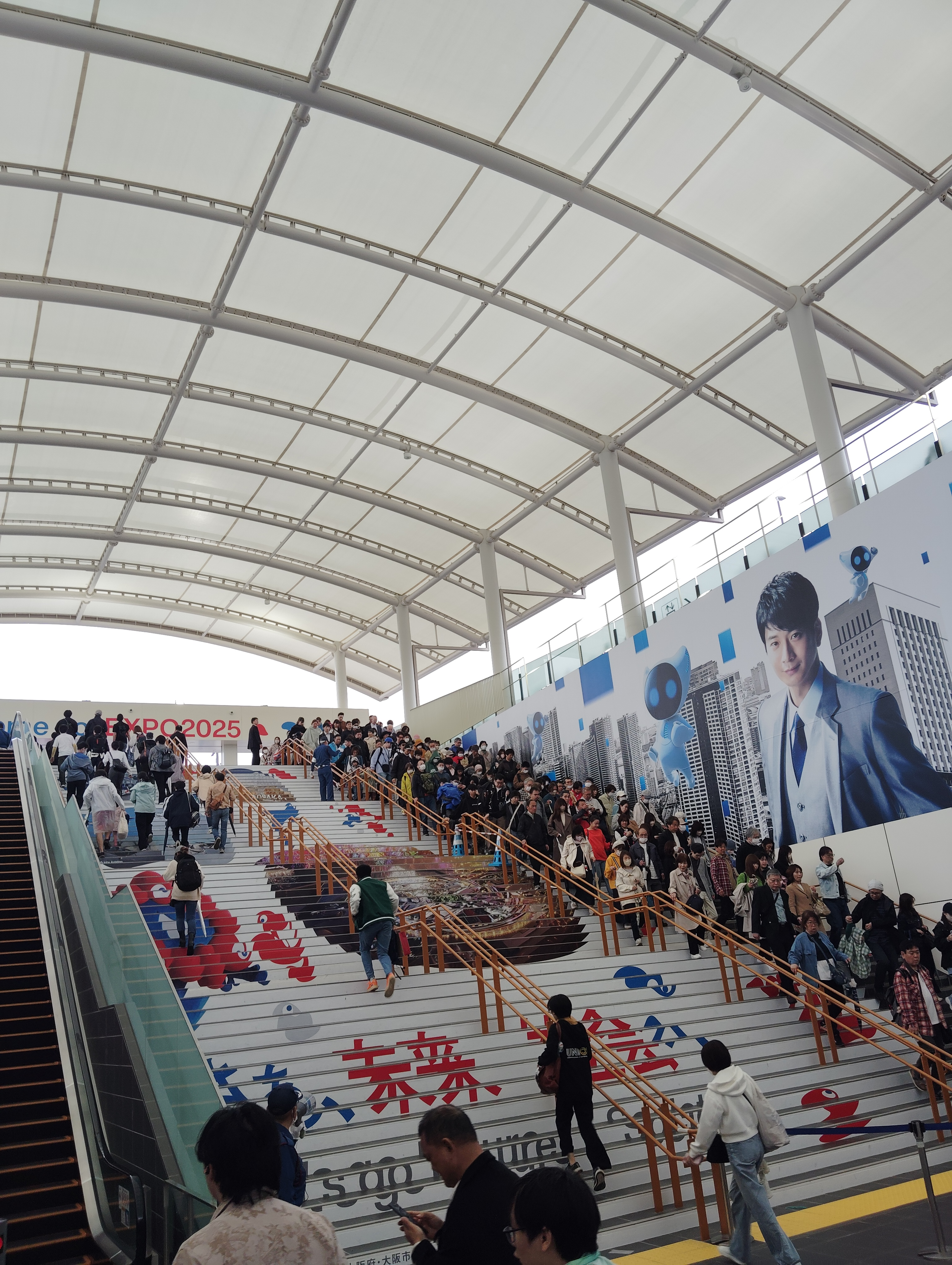
1號出口階梯上的萬博宣傳海報

### 月台配置
| 月台 | 路線   | 目的地                                           |
| ---- | ------ | ------------------------------------------------ |
| 1    | 中央線 | 本町、谷町四丁目、長田、生駒、學研奈良登美丘方向 |
| 2    | 中央線 | 本町、谷町四丁目、長田、生駒、學研奈良登美丘方向 |

### 洗手間
洗手間位於檢票口後方。從正面開始依序為：哺乳室、多功能洗手間、男女洗手間、男洗手間、女洗手間。

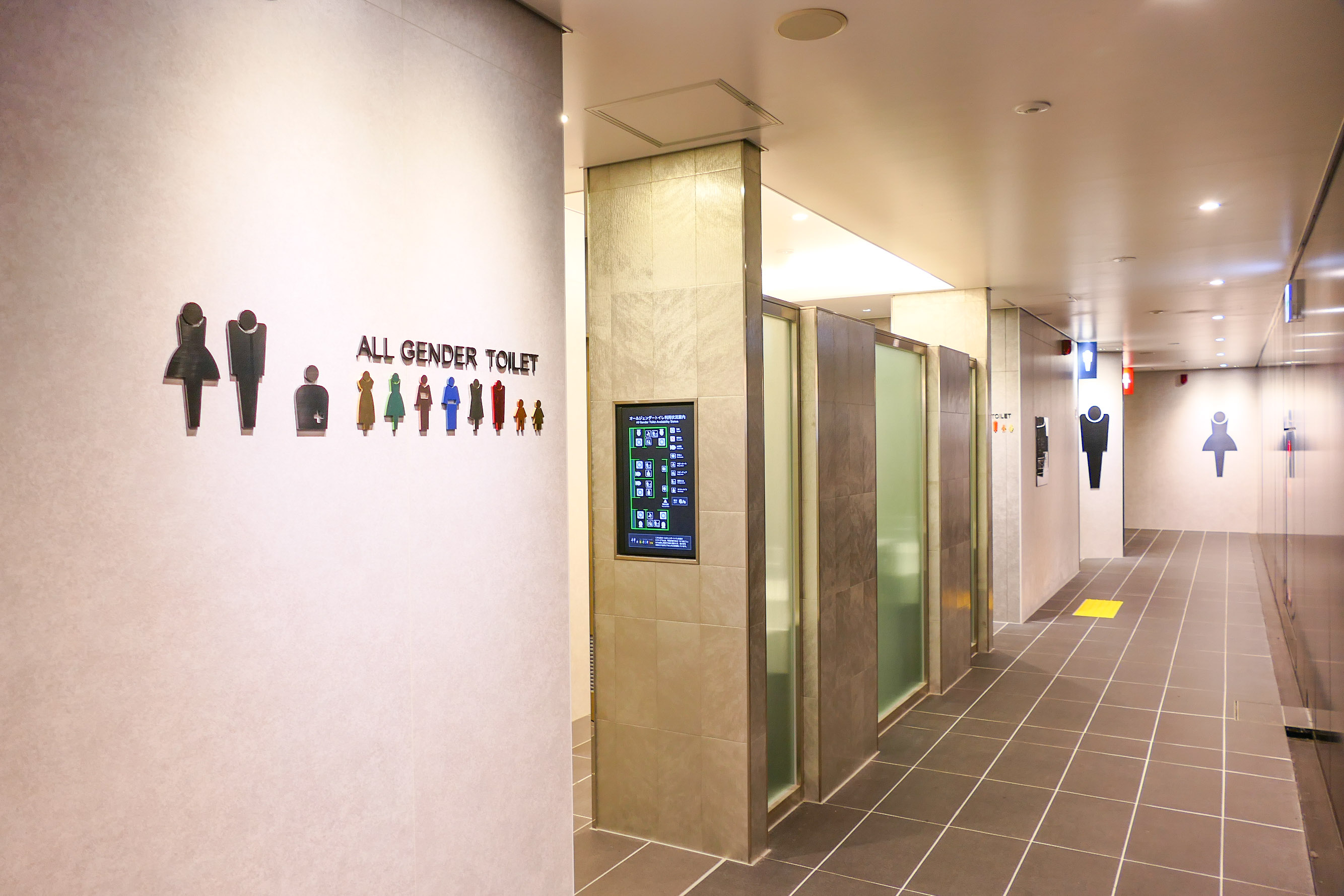
全性別廁所入口

### 出口

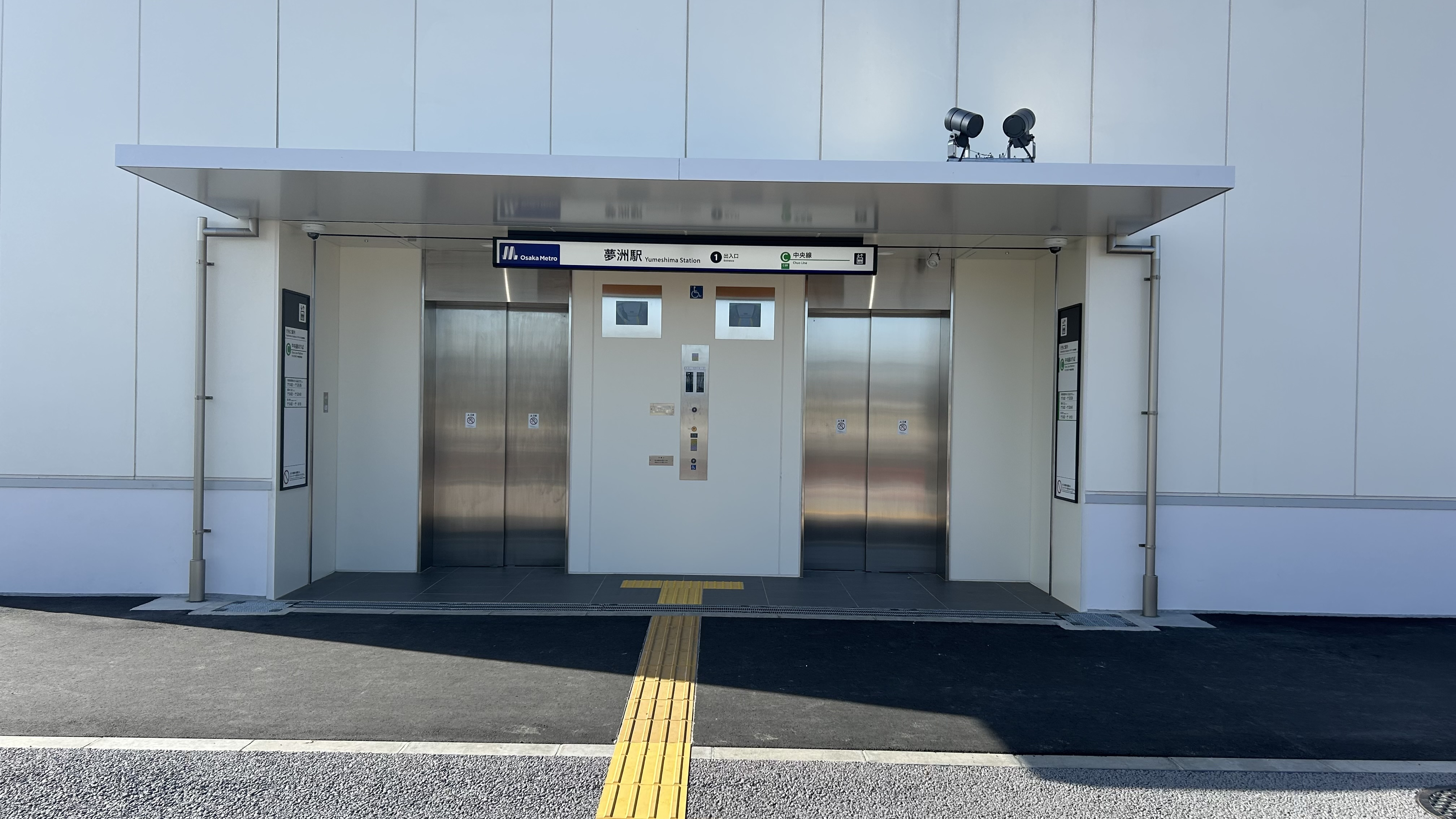
1號出口電梯

本站共有2個出入口，目前只使用一個。
| 出口編號 | 出口周邊           | 相連驗票口 | 備注     |
| -------- | ------------------ | ---------- | -------- |
| 1        | 大阪・關西萬博會場 | 南驗票口   | 設有電梯 |
| (無編號) |                    | 北驗票口   | 封閉中   |

## 歷史
- 2025年（令和7年）1月19日 - 開業[6]。

## 相鄰車站
大阪市高速電氣軌道（大阪地下鐵）
 中央線
夢洲（C09）－宇宙廣場（C10）

## 外部連結
- 車站Guide：夢洲 - Osaka Metro

34°39′8.48″N 135°23′23.82″E / 34.6523556°N 135.3899500°E